# Amphicoma endroedii
Amphicoma endroedii is een keversoort uit de familie Glaphyridae. De wetenschappelijke naam van de soort is voor het eerst geldig gepubliceerd in 1965 door Petrovitz.